# Cleptes sinensis
Cleptes sinensis  (лат.) — вид ос-блестянок рода Cleptes из подсемейства Cleptinae.

## Распространение
Восточная Азия: Китай (Shaanxi, Zhejiang, Hubei, Hainan, Sichuan). Встречены в мае, июле и августе на высотах от 1344 до 1632 м.

## Описание
Мелкие осы-блестянки, длина от 4 до 7 мм; длина переднего крыла от 4 до 5 мм.
Тело в основном синего с металлическими отблесками цвета (голова, мезонотум, метанотум; часть груди (проподеум и боковые части) и брюшко буровато-чёрного цвета; мандибулы буроватые с 3 зубцами. Усики, лапки и брюшко черновато-коричневые. Голова с плотной грубой пунктировкой. У самок 4 видимых тергита (у самцов пять).
Таксон Cleptes sinensis близок к видам Cleptes nitidulus и Cleptes mareki и принадлежит к видовой группе nitidulus species-group. Вид был впервые описан в 2013 году в ходе ревизии местной фауны китайскими энтомологами Н.Вейем и З.Ксю (Na-sen Wei, Zai-fu Xu; Department of Entomology, College of Natural Resources and Environment, South China Agricultural University, Гуанчжоу, Китай) и итальянским гименоптерологом Паоло Роза (Paolo Rosa; Бернареджо, провинция Монца-э-Брианца, Италия).